# 印度酸欖豆
印度酸欖豆（ 學名：Dialium indum）又名印度摘亞木、黑羅望子、橄欖子、絨毛羅望子、加蘭伊、羅望子李等等，是豆科酸欖豆屬的一個物種，原生於泰國至大巽他群島一帶的熱帶雨林之中，為多年生喬木。

## 分類
本種學名由卡爾·林奈於1767年所發表，其種小名“indum”本義為印度，但本種實際上并不分佈於印度次大陸，而是有“東印度”之稱的東南亞。本種也是酸欖豆屬的模式種。

### 變種
本種有一個受承認的變種，即：
- 錢包酸欖豆 Dialium indum var. bursa (de Wit) Rojo ex P.J.A.Kessler & Sidiyasa

## 分佈
本種分佈於泰國、馬來西亞及印尼，包括馬來半島、婆羅洲、蘇門答臘及爪哇島。

## 用途
本種的果實可食用，味道酸甜，似羅望子。樹幹可作木材，在木材市場上名為“摘亞木”、“柚木王”，質地堅硬密緻，常用於地板。
- 乾燥的果實可入藥
- 市場上的果實
- 小樹
- 大樹的枝幹